# Heliocypha biseriata
Heliocypha biseriata – gatunek ważki z rodziny Chlorocyphidae. Występuje na Borneo. Odnotowano też stwierdzenia na archipelagu Tujuh i wyspach Lingga; w tym drugim przypadku nie ma jednak pewności, czy dotyczyły one tego gatunku, czy Heliocypha biforata.